# Aka-jima
Aka-jima (jap. 阿嘉島) ist eine japanische Insel in der Präfektur Okinawa. Sie ist Teil der Kerama-Inseln, die wiederum zu den Ryūkyū-Inseln gehören.

## Geographie
Die Insel liegt in der subtropischen Klimazone. Sie hat eine Fläche von weniger als 4 km² und die höchste Erhebung ist der Naka-dake mit 165 m. Dieser bietet eine Rundumsicht über den Archipel. Die Insel gehört zur Gemeinde Zamami. Im Südosten ist sie seit 1998 über eine Brücke mit Geruma-jima verbunden. Beide Inseln sind bewohnt.
| Aka-jima |

| Amuro-jima |

| Fukaji-jima |

| Geruma-jima |

| Gishippu-jima |

| Keise-Inseln |

| Kuroshima |

| Kuba-shima |

| Maeshima |

| Tokashiki-jima |

| Yakabi-jima |

| Zamami-jima |

| Okinawa Hontō |

Aka-jima und der Rest der Kerama-Inseln sind Teil des im März 2014 ausgewiesenen Keramashotō-Nationalparks. Das Innere der Insel ist mit dichtem Wald bedeckt. Auf Aka-jima leben Kerama-Hirsche, eine Unterart des Sikahirsches, die vermutlich im 17. Jahrhundert aus Kyūshū eingeführt wurde. Die Insel ist von Sandstränden und artenreichen Korallenriffen umgeben. Das klare Wasser ist bei Tauchern und Schnorchlern beliebt. Von Dezember bis April können in den Gewässern um die Kerama-Inseln Buckelwale und ihre Kälber beobachtet werden.

## Galerie

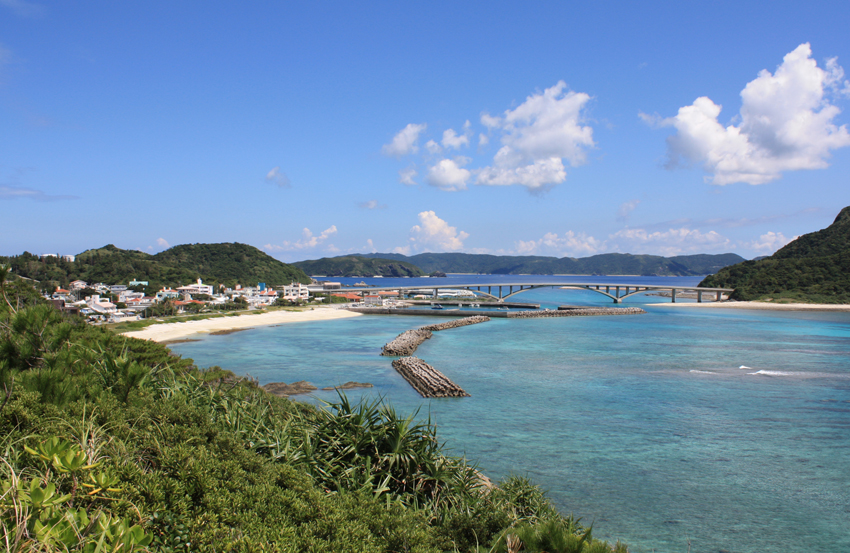
Brücke zwischen Aka-jima (links) und Geruma-jima (rechts), 2008
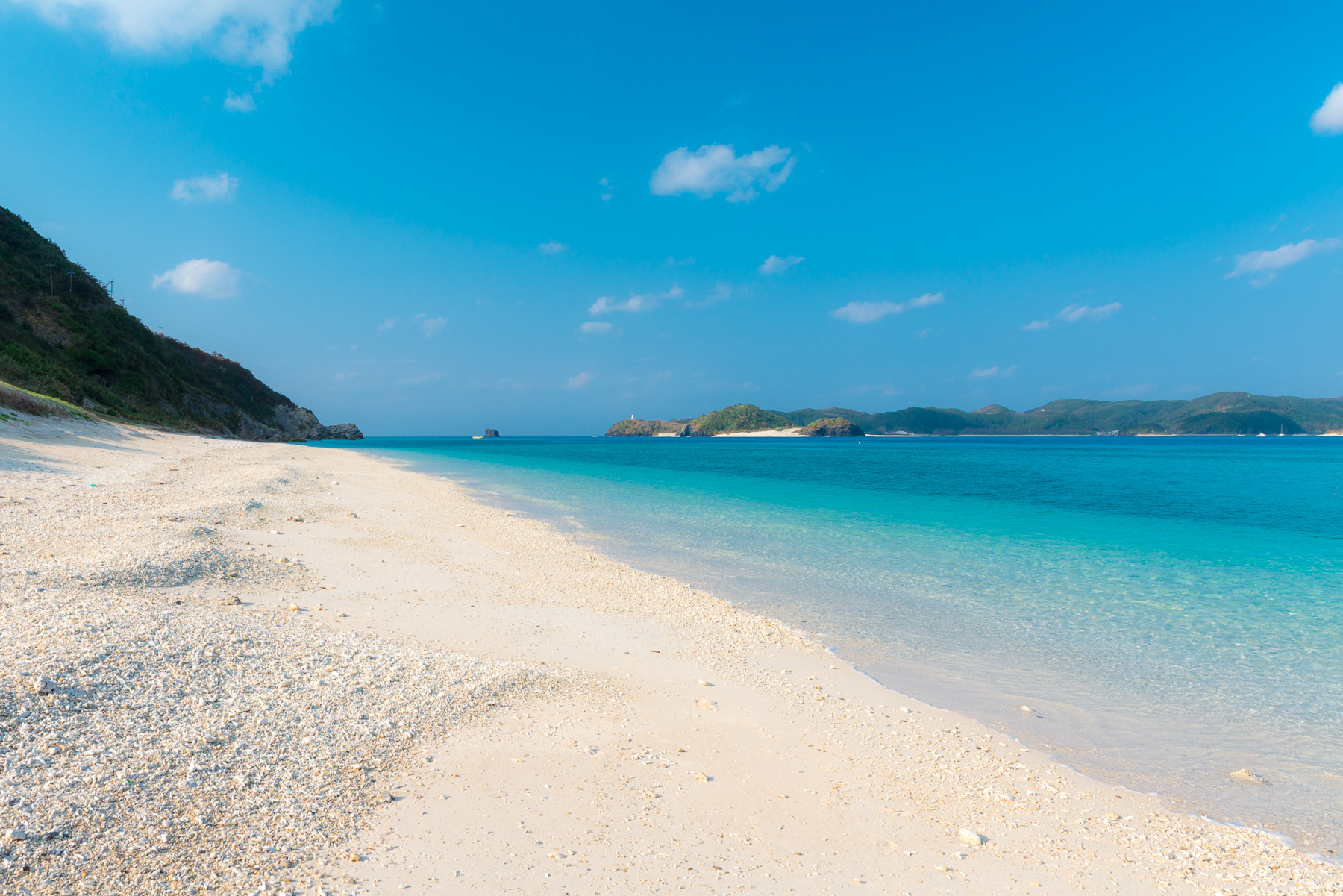
Nishibama-Sandstrand
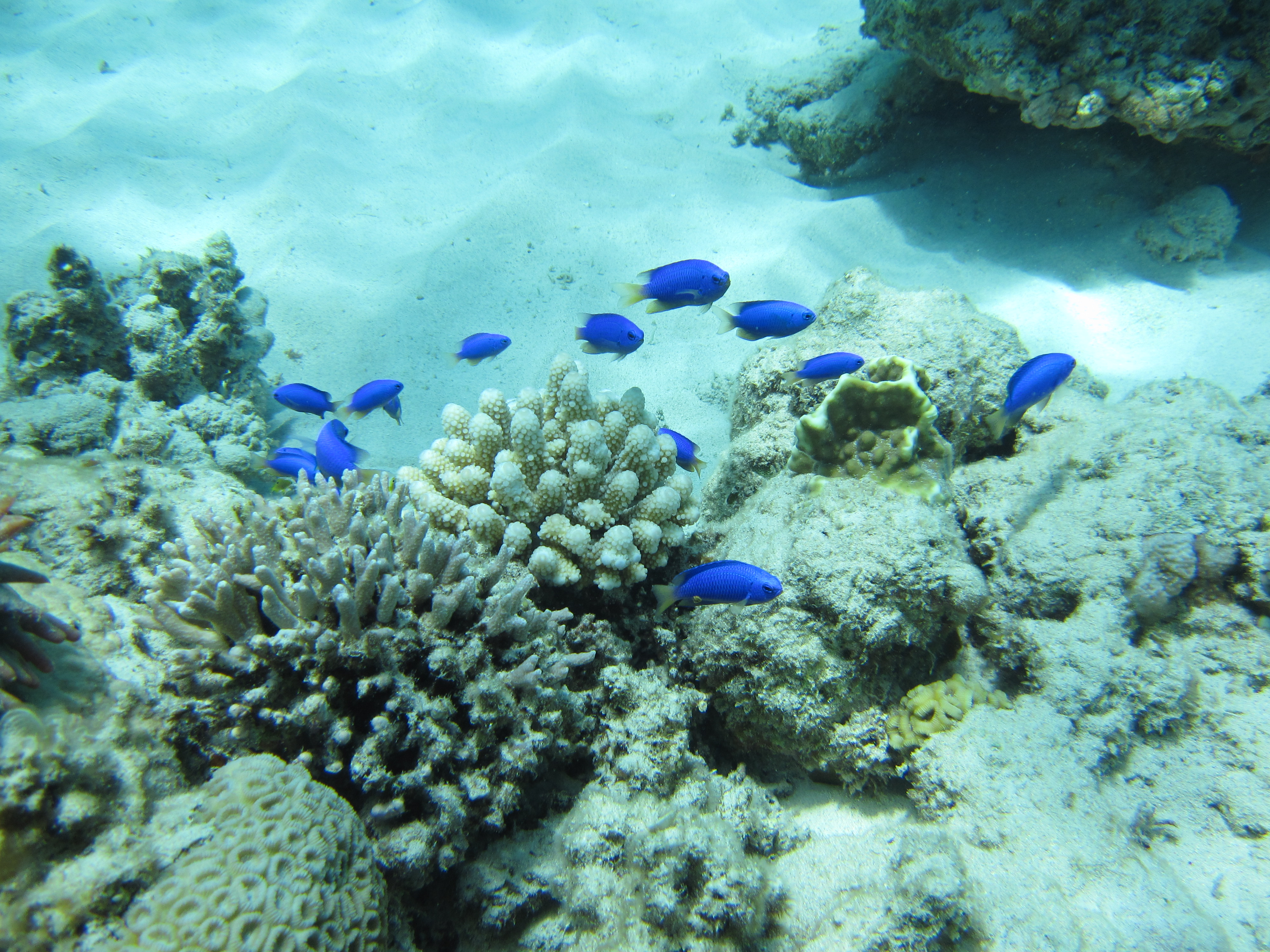
Korallen und Riffbarsche vor Aka-jima